# Apel·lació a la novetat
L'apel·lació a la novetat (també anomenada argumentum ad novitatem) és una fal·làcia lògica en què se sosté que una idea és correcta o millor pel simple fet de ser més nova o moderna.
Aquests tipus de fal·làcies són molt efectives en el món actual en què les noves tecnologies estan proporcionant millores a la vida i on tothom aspira a estar a l'última.
Alguns exemples serien:
- "Per tenir un sistema més estable el millor és baixar-se l'última versió dels programes."
- "Per perdre pes el millor és seguir l'última dieta."
- "L'empresa funcionarà millor ara que han fet reformes."

L'apel·lació a la novetat és molt utilitzada en la publicitat, presentant un producte com a millor pel fet de ser nou.
L'oposat seria l'apel·lació a la tradició en què es pretén que són les idees antigues les millors.